# Christos Kotitsas
Christos Kotitsas (griechisch Χρήστος Κωτίτσας, * 6. Oktober 1996) ist ein griechischer Mittelstreckenläufer, der sich auf den 800-Meter-Lauf spezialisiert hat.

## Sportliche Laufbahn
Erste internationale Erfahrungen sammelte Christos Kotitsas im Jahr 2013, als er bei den Jugendweltmeisterschaften in Donezk im Halbfinale über 800 Meter disqualifiziert wurde. 2015 erreichte er bei den Junioreneuropameisterschaften in Eskilstuna mit der griechischen 4-mal-400-Meter-Staffel das Finale, wurde aber auch dort disqualifiziert. 2017 belegte er bei den Balkan-Meisterschaften in Novi Pazar in 1:53,91 min den siebten Platz über 800 Meter und im Jahr darauf schied er bei den Mittelmeerspielen in Tarragona mit 1:52,22 min im Vorlauf aus. 2019 belegte er bei den Balkan-Hallenmeisterschaften in Istanbul in 1:50,16 min den sechsten Platz und bei den Freiluftmeisterschaften in Prawez gewann er in 1:50,48 min die Bronzemedaille. 2020 erreichte er bei den Balkan-Hallenmeisterschaften in Istanbul nach 1:51,17 min Rang fünf, wie auch bei den Balkan-Hallenmeisterschaften 2021 mit 1:50,99 min. Ende Juni gewann er bei den Balkan-Meisterschaften in Smederevo in 1:48,07 min die Bronzemedaille über 800 m. Im Jahr darauf gewann er bei Balkan-Hallenmeisterschaften in Istanbul in 1:51,75 min die Bronzemedaille hinter dem Bosnier Abedin Mujezinović und Salih Teksöz aus der Türkei und belegte im Staffelbewerb in 3:29,48 min den vierten Platz.  Im Sommer gewann er dann bei den Balkan-Meisterschaften in Craiova in 1:48,36 min die Silbermedaille hinter dem Slowenen Jan Vukovič und anschließend schied er bei den Mittelmeerspielen in Oran mit 1:48,03 min im Vorlauf aus.
2023 schied er bei den Halleneuropameisterschaften in Istanbul mit 1:50,82 min in der ersten Runde über 800 Meter aus.
In den Jahren 2019, 2021 und 2022 wurde Kotitsas griechischer Meister im 800-Meter-Lauf im Freien sowie 2020, 2021 und 2023 in der Halle. Zudem wurde er 2021 Landesmeister in der 4-mal-400-Meter-Staffel.

## Persönliche Bestleistungen
- 800 Meter: 1:47,00 min, 26. Juni 2022 in Thessaloniki
  - 800 Meter (Halle): 1:49,35 min, 26. Januar 2019 in Wien